# Haslingfield
Haslingfield är en ort och civil parish i South Cambridgeshire i England. Byn ligger cirka 10 kilometer sydväst om Cambridge, mellan Harston, Barton och Barrington. Folkmängden uppgick till 1 507 invånare 2011, på en yta av 0,68 km².
Haslingefeld förekommer i Domesday Book med en befolkning på 400 personer, men det finns arkeologiska uppgifter om bosättningar här för cirka 3 000 år sedan. En anglosaxisk begravningsplats hittades på 1870-talet vid Cantelupe Road, men blev aldrig ordentligt utgrävd. På byns symbol finns Elisabet I som bodde en natt på byns gods 1564. Under vistelsen skall hon ha förlorat en ring, och ett antal ringjakter har hållits under senare år.